# Pellaea dura
Pellaea dura là một loài thực vật có mạch trong họ Adiantaceae. Loài này được (Willd.) Hook. miêu tả khoa học đầu tiên năm 1858.